# قائمة سفراء الكويت لدى الصين
سفير الكويت في بكين هو الممثل الرسمي لحكومة مدينة الكويت لدى حكومة جمهورية الصين الشعبية.
أقامت الحكومتان في بكين ومدينة الكويت علاقات دبلوماسية على مستوى السفراء في الثاني والعشرين من مارس عام 1971.

## قائمة السفراء
| تاريخ الاعتماد الدبلوماسي | السفير                               | ملاحظات                                          | أمير الكويت               | رئيس وزراء جمهورية الصين الشعبية | تاريخ انتهاء المهمة |
| ------------------------- | ------------------------------------ | ------------------------------------------------ | ------------------------- | -------------------------------- | ------------------- |
| 1972                      | عبد الحميد عبد الرزاق سعود البوعينين | —                                                | صباح السالم الصباح        | تشو إن لاي                       | 1973                |
| 1975                      | م. أ. أ. أبو الحسن                   | —                                                | صباح السالم الصباح        | تشو إن لاي                       | 1978                |
| 1979                      | محمد زيد الهرش                       | محمد زيد الهرش                                   | جابر الأحمد الصباح        | هوا قوفنغ                        | 1982                |
| 8 فبراير 1984             | عبد الهادي المحيميد                  | عبد الهادي حاجي المحيميد، عبد الهادي ح. المحيميد | جابر الأحمد الصباح        | تشاو تسي يانغ                    | 1987                |
| 1988                      | حسن علي الدباغ                       | —                                                | جابر الأحمد الصباح        | لي بنغ                           | 1990                |
| 1995                      | غازي محمد أمين الريس                 | —                                                | جابر الأحمد الصباح        | لي بنغ                           | —                   |
| 2002                      | عبد المحسن ناصر أ. الجيعان           | —                                                | جابر الأحمد الصباح        | تشو رونغجي                       | —                   |
| 17 يناير 2003             | فيصل راشد الغيص                      | [2]                                              | جابر الأحمد الصباح        | وين جياباو                       | 2006                |
| 14 فبراير 2011            | محمد صالح الثويخ                     | محمد س. الثويخ [3]                               | صباح الأحمد الجابر الصباح | وين جياباو                       | 13 سبتمبر 2016      |
| 2 ديسمبر 2016             | سميح عيسى جوهر حيات                  | [4]                                              | صباح الأحمد الجابر الصباح | لي كه تشيانغ                     | —                   |

39°54′50″N 116°26′19″E / 39.913763°N 116.438581°E